# Beit Hasan
Beit Hasan, en arabe : بيت حسان, est un village du gouvernorat de Naplouse en Palestine,  situé à 14 km à l'est de Naplouse, au centre de la Cisjordanie.
Selon le recensement du bureau central palestinien des statistiques, la localité compte une population de 1 599 habitants en 2017.